# Gypona splendidula
Gypona splendidula är en insektsart som beskrevs av Spångberg 1878. Gypona splendidula ingår i släktet Gypona och familjen dvärgstritar. Inga underarter finns listade i Catalogue of Life.